# Kazahsztán javasolt világörökségi helyszínei
Kazahsztán területéről 2019. júliusig öt helyszín került fel a világörökségi listára, valamint tizenhárom további helyszín a javaslati listán várakozik a felvételre.
| Név                                               | Kép | Leírás     | Év   |
| ------------------------------------------------- | --- | ---------- | ---- |
| Merke török szentélye                             |     | vegyes     | 1998 |
| A Begazi-Dandibaj kultúra megalitikus mauzóleumai |     | kulturális | 1998 |
| A Tasmola kultúra kősoros sírdombjai              |     | vegyes     | 1998 |
| Eskiolmesz sziklarajzai                           |     | vegyes     | 1998 |
| Arpa-Uzen sziklarajzai                            |     | kulturális | 1998 |
| Karatau hegyvidék                                 |     | vegyes     | 1998 |
| Otrar oázis régészeti helyszínei                  |     | kulturális | 1998 |
| Ulütau kultúrtáj                                  |     | vegyes     | 1998 |
| Ile-Alatau Állami Nemzeti Park (Északi Tien-San)  |     | természeti | 2002 |
| Altin-Emel Állami Nemzeti Park                    |     | természeti | 2002 |
| Akszu-Zsabagli állami természeti rezervátum       |     | természeti | 2002 |
| A selyemút kazahsztáni szakasza                   |     | kulturális | 2012 |
| Sauyskandyk                                       |     | kulturális | 2016 |

## Elhelyezkedésük
Kazahsztán javasolt világörökségi helyszínei